# Tranquillo Barnetta
Tranquillo Barnetta, född 22 maj 1985 i Sankt Gallen, är en schweizisk före detta fotbollsspelare.

## Fotbollskarriär

### Klubblag
Barnetta började sin fotbollskarriär i hemstaden Sankt Gallen och flyttade som tonåring till Bayer Leverkusen i tyska Bundesliga. Han spelade för Leverkusen i sju säsonger, efter att hans kontrakt gick ut 2012 flyttade han inom Bundesliga till Schalke 04.
Mellan 2017 och 2019 spelade Barnetta åter för hemstadens St. Gallen. Efter säsongen 2018/2019 avslutade han sin spelarkarriär.

### Landslag
Efter att ha spelat för ett flertal av Schweiz ungdomslandslag, han vann bland annat U17-EM 2002 med landsmännen Philippe Senderos och Reto Ziegler, blev Barnetta uttagen till A-landslagets trupp till EM 2004. Han hade då ännu inte debuterat i A-landslaget och gjorde inte heller så i mästerskapet. Debuten blev av i september 2004, i kvalspelet till VM 2006. Under detta kval etablerade Barnetta sig som startspelare i landslaget och han togs följaktligen ut till VM. Barnetta gjorde ett mål i gruppspelsmatchen mot Togo. I åttondelsfinalen mot Ukraina missade han en straff i straffsparksläggningen, Schweiz förlorade matchen och åkte ut ur turneringen.
Barnetta kom att spela för landslaget till 2014. Hans sista framträdande var ett inhopp i en match mot San Marino.